# Râul Limbășelu
Râul Limbășelu este un curs de apă, afluent al râului Azuga. Râul se formează la confluența brațelor Limbășelu Mare și Limbășelu Mic

## Hărți
- Harta Munții Baiului  Arhivat în 15 iunie 2011, la Wayback Machine.
- Harta județului Prahova